# Блейдон
Бле́йдон (англ. Bladon) — небольшая деревня в графстве Оксфордшир (Англия), неподалёку от Вудстока. Здесь на кладбище у церкви Святого Мартина похоронен Уинстон Черчилль и члены его семьи.
Население — 753 жителя (2001 год).

## Архитектура
В деревне располагаются церковь Святого Мартина (Англиканская церковь), известная с XI—XII веков (новое здание построено в 1804) и Методистская церковь (1843 год).
В 1858 году в деревне была основана первая школа.